# Clostridium collagenovorans
Clostridium collagenovorans è una specie di batterio appartenente alla famiglia delle Clostridiaceae.